# جيان موراكس
جيان موراكس (و. 1869 – 1939 م) هو رسام سويسري، ولد في مورس، توفي في مورس، عن عمر يناهز 70 عاماً.